# ホセ・ミゲル・クベロ
ホセ・ミゲル・クベロ・ロリア（José Miguel Cubero Loría 、1987年2月14日 - ）は、コスタリカ・アラフエラ出身のプロサッカー選手。サッカーコスタリカ代表。LDアラフエレンセ所属。ポジションはMF。

## 経歴

### クラブ
2006年3月、CSエレディアーノでプロデビュー。
2014年7月31日、チャンピオンシップのブラックプールFCとシーズンいっぱいの契約を結んだ。
2017年7月31日、CDアルコヤーノに加入。

### 代表
2007年、カナダで開催されたU-20ワールドカップに参加した。
2010年8月、パラグアイ代表との親善試合でフル代表デビュー。主要大会ではコパ・セントロアメリカーナ2011、2014 FIFAワールドカップなどに出場した。

## 代表歴

### 出場大会
- コスタリカ代表
  - 2014 FIFAワールドカップ

### 試合数
- 国際Aマッチ 54試合 2得点（2010年-2019年）[6]

| コスタリカ代表 | 国際Aマッチ | 国際Aマッチ |
| 年             | 出場        | 得点        |
| -------------- | ----------- | ----------- |
| 2010           | 3           | 0           |
| 2011           | 13          | 1           |
| 2012           | 10          | 1           |
| 2013           | 5           | 0           |
| 2014           | 12          | 0           |
| 2015           | 6           | 0           |
| 2016           | 0           | 0           |
| 2017           | 0           | 0           |
| 2018           | 2           | 0           |
| 2019           | 3           | 0           |
| 通算           | 54          | 2           |